# Sarliki járás
A Sarliki járás (oroszul Шарлыкский райо́н) Oroszország egyik járása az Orenburgi területen. Székhelye Sarlik.

## Népesség
- 1989-ben 23 797 lakosa volt.
- 2002-ben 22 128 lakosa volt.
- 2010-ben 18 032 lakosa volt, melyből 13 719 orosz, 3 323 tatár, 313 ukrán, 136 csuvas, 102 örmény.